# Conficker
Conficker (ook bekend onder de namen Downup, Downadup en Kido) is een computerworm die verschenen is in oktober 2008. De worm gebruikt een fout in de Windows Server Service die voorkomt in Windows 2000, Windows XP, Windows Vista, Windows 7, Windows Server 2003 en Windows Server 2008. Microsoft heeft hiervoor een patch uitgebracht op 15 oktober 2008. Heise Online schat dat er minstens 2.500.000 computers besmet waren op 15 januari 2009, The Guardian schat dit aantal op 3.500.000.
Eenmaal geïnstalleerd op een pc, schakelt Conficker een aantal systeemdiensten uit, zoals Windows Update, Windows Beveiligingscentrum, Windows Defender en Windows Error Reporting. Vervolgens maakt hij verbinding met een server, vanwaar hij instructies krijgt om zich verder te verspreiden, persoonlijke informatie te vergaren, of malware te installeren. De worm hecht zich ook aan bepaalde kritieke processen van Windows zoals svchost.exe, explorer.exe en services.exe.
Zoals verschillende aanwijzingen voorspelden is de worm op 1 april 2009 actief geworden en maakt hij verbinding met allerlei servers waarbij hij wacht op instructies. Hij zou gebruikt kunnen worden voor het versturen van spam, een gecoördineerde aanval uit te voeren op andere systemen, of gevoelige persoonlijke gegevens te stelen. Ruim een week later op 9 april 2009 heeft het virus zichzelf weer geüpdatet.
Een mogelijkheid is dat de makers van de worm Conficker willen gebruiken om geld te verdienen, bijvoorbeeld door het netwerk van besmette pc's te verhuren aan cybercriminelen voor de verspreiding van spam of onderscheppen van creditcardgegevens.